# 긴가 (열차)
긴가(일본어: 銀河 ぎんが[*])는 도카이 여객철도, 동일본 여객철도, 서일본 여객철도가 운행했던 임시 침대 특급열차로는 일본의 특급 열차로 당시 운행 노선은 도카이도 본선, 비와코 선, JR 교토 선을 경유했다.
1949년 9월 15일부터 2008년 3월 14일까지 운행했던 특급 열차로 긴가의 경우 일본어로 은하를 의미한다.